# جريدة الأخبار (دمشق)
جريدة الأخبار (دمشق)، جريدة يومية سياسية صدرت في سورية من عام 1941 وحتى 1963، ولا علاقة لها بالجريدة اللبنانية التي تحمل نفس الاسم.
صدرت جريدة الأخبار في منتصف الحرب العالمية الثانية عام 1941 وكان صاحبها الصحفي السوري محمد بسيم مراد. توقفت في عهد حسني الزعيم العسكري عام 1949، بسبب دعمها للرئيس شكري القوتلي، وتم دمجها عام 1953 بجريدة النصر في عهد العقيد أديب الشيشكلي. تولى عبد الغني العطري رئاسة التحرير في الأربعينيات وفي الخمسينيات، عهدت إلى الصحفي ياسين النويلاتي. توقفت جريدة الأخبار مع سائر الصحف السورية بقرار من مجلس قيادة الثورة يوم 8 آذار 1963.